# مانلای
شهرستان مانلای (به زبان مغولی: Манлай сум، [Manlaj sum]؛ ᠮᠠᠩᠯᠠᠢ ᠰᠤᠮᠤ، [maŋlai sumu]) یک شهرستان (سُوم) در مغولستان است که در استان اومنوغوبی واقع شده‌است. مانلای ۱۵٬۴۱۸ کیلومتر مربع مساحت دارد.

## تقسیمات اداری
شهرستان مانلای متشکل از ۴ قصبه (باغ) می‌باشد، شامل:
- اوگومور (مغولی: Өгөөмөр баг، [Ögöömör bag]؛ ᠥᠭᠭᠢᠶᠡᠮᠦᠷ ᠪᠠᠭ، [öggiyemür baɣ])
- اویوخِی (مغولی: Өехий баг، [Öyexej bag]؛ ᠥᠶᠦᠬᠡᠶ ᠪᠠᠭ، [öyükei baɣ])
- جارغالانت (مغولی: Жаргалант баг، [Žargalant bag]؛ ᠵᠢᠷᠭᠠᠯᠠᠩᠲᠤ ᠪᠠᠭ، [jirɣalaŋtu baɣ])
- دالای (مغولی: Далай баг، [Dalaj bag]؛ ᠳᠠᠯᠠᠢ ᠪᠠᠭ، [dalai baɣ])